# Pat Rabbitte
Pat Rabbitte (né le 18 mai 1949) est un homme politique irlandais du Parti travailliste qui est ministre des Communications, de l'Énergie et des Ressources naturelles de 2011 à 2014, chef du Parti travailliste de 2002 à 2007 et ministre d'État de 1994 à 1997. Il est Teachta Dála (TD) pour la circonscription du sud-ouest de Dublin de 1989 à 2016,.

## Jeunesse
Patrick Rabbitte est né près de Claremorris en 1949 et grandit à Woodstock, Ballindine, comté de Mayo. Il fait ses études localement au St Colman's College de Claremorris avant d'émigrer en Grande-Bretagne pour trouver un emploi. Il revient peu de temps après pour fréquenter l'Université nationale d'Irlande à Galway où il étudie les arts et le droit. À l'université, Rabbitte s'implique dans plusieurs mouvements universitaires avant de devenir président de l'Union des étudiants de l'UCG en 1970-1971. Il attire l'attention nationale en servant, entre 1972 et 1974, comme président de l'Union nationale des étudiants d'Irlande (USI). Après avoir terminé sa présidence en 1974, il devient responsable du Syndicat irlandais des transports et des travailleurs généraux (ITGWU), devenant secrétaire national du syndicat en 1980.
Rabbitte s'implique dans la vie électorale pour la première fois à la fin de 1982, lorsqu'il se présente sans succès à Dublin Sud-Ouest pour le Parti des travailleurs (WP) aux élections générales de novembre. Il est élu au conseil du comté de Dublin en 1985. Ayant de nouveau échoué aux élections générales de 1987, mais avec un score grandement amélioré dans la même circonscription, il entre finalement au Dáil Éireann en tant que député (TD) pour Dublin Sud-Ouest aux élections de 1989. Il conserve son siège à chaque élection ultérieure jusqu'à sa retraite en 2016 – pour les deux premières en tant que député de la gauche démocrate et pour les suivantes représentant le Parti travailliste.
Après la retraite de Tomás Mac Giolla en tant que président du WP en 1988, Rabbitte est considéré comme l'un de ceux qui veulent éloigner le parti de sa position d'extrême gauche et de son alignement sur l'Union soviétique et les partis communistes et ouvriers internationaux. Cela conduit Rabbitte, Eamon Gilmore et d'autres à gagner le surnom de "The Student Princes". En 1992, Rabbitte joue un rôle de premier plan avec Proinsias De Rossa dans une tentative d'abandonner certaines des positions les plus d'extrême gauche du parti. Cela divise le WP. Six des sept députés, dont Rabbittee, rejoignent la Gauche Démocratique.

## Ministre adjoint: 1994-1997
En 1994, un nouveau gouvernement de coalition arc-en-ciel composé du Fine Gael, du Parti travailliste et de la gauche démocrate arrive au pouvoir à mi-mandat du Dáil. Rabbitte est nommé ministre d'État auprès du gouvernement, ainsi que ministre au ministère de l'Entreprise et de l'Emploi chargé du Commerce, de la Science et de la Technologie. Il assiste aux réunions du cabinet, mais sans vote. Au cours de son mandat de ministre adjoint, Rabbitte participe à l'établissement d'une stratégie antidrogue ainsi qu'à la promulgation d'une législation qui donne plus d'autorité au mouvement des coopératives de crédit. Rabbitte décide également d'implanter le nouveau campus technologique soutenu par l'État pour l'ouest de Dublin, basé sur des liaisons de télécommunications à haut débit, sur le CityWest Business Campus, à côté de l'autoroute N7, près de Clondalkin.

## Chef du Parti travailliste
Après les élections générales de 1997, la Rainbow Coalition perd le pouvoir. En 1999, la Gauche démocratique fusionne avec le Parti travailliste, Rabbitte participant aux négociations. En octobre 2002, Rabbitte succède à Ruairi Quinn à la tête du Parti travailliste. Sous sa direction, le parti réalise quelques progrès lors des élections locales de 2004. Rabbitte est décrit comme un très bon orateur au Dáil, surpassant souvent son homologue du Fine Gael Enda Kenny.
Sous Rabbitte, le Parti travailliste accepte de conclure un pacte préélectoral avec le Fine Gael dans le but d'offrir à l'électorat un gouvernement de coalition alternatif lors des élections générales de 2007, qui ont lieu en mai 2007. Celui-ci est communément connu sous le nom d’Accord de Mullingar et le gouvernement alternatif proposé s’appelait l’Alliance pour le changement. Il est également prévu que le Parti Vert soit aussi membre du gouvernement de coalition sur la base de points de vue convenus sur de nombreuses questions couvertes par l'accord Mullingar.
Le résultat des élections ne donne pas un nombre suffisant de sièges pour que l'Alliance pour le changement occupe le gouvernement, même avec le soutien du Parti vert. Les négociations entre le Fianna Fáil et le Parti Vert aboutissent à la formation d'un nouveau gouvernement par le chef du Fianna Fáil, Bertie Ahern, le 13 juin 2007.
À la suite du résultat décevant des élections travaillistes, Rabbitte annonce qu'il démissionne de son poste de leader le 23 août 2007. Dans sa déclaration de démission, il assume la responsabilité du résultat des récentes élections générales, au cours desquelles son parti n'a pas réussi à remporter de nouveaux sièges,. Eamon Gilmore lui succède à la tête du parti.
Rabbitte est réélu au premier décompte aux élections générales de 2011. Son colistier Eamonn Maloney est également élu.

## Carrière ministérielle: 2011-2014
Le 9 mars 2011, Rabbitte est nommé ministre des Communications, de l'Énergie et des Ressources naturelles.
En juillet 2014, Rabbitte est remplacé par Alex White dans le cadre d'un remaniement ministériel. Il ne se représente pas aux élections générales de 2016.